# Les Fables géométriques
 (février 2023).
Si vous disposez d'ouvrages ou d'articles de référence ou si vous connaissez des sites web de qualité traitant du thème abordé ici, merci de compléter l'article en donnant les références utiles à sa vérifiabilité et en les liant à la section « Notes et références ».
 (octobre 2022).

Les Fables géométriques est une série d'animation 3D française comprenant 50 fables de Jean de La Fontaine réécrites par l'auteur Pierre Perret.
Cette série a été produite de 1989 à 1992 par la société Fantôme, de Georges Lacroix.

## Description
Les Fables géométriques est une libre adaptation des Fables de La Fontaine par Pierre Perret qui a écrit les textes, les morales et les chansons de la série.
Elle comprend 50 épisodes de 3 minutes, réalisés de 1989 à 1992. Certains épisodes existent aussi en version longue « éducative ».
Les premières « fables géométriques » sont diffusées  à partir de 1990 sur les chaînes Canal+ et France 3, puis dans plus de 20 pays (en Europe, en Asie et en Amérique du Nord)[réf. nécessaire].

## Fiche technique
- D'après Jean de La Fontaine ;
- Ecrit et raconté par Pierre Perret ;
- Musique : Jacques Davidovici. Mixage : Digison ;
- Réalisation : Renato, Georges Lacroix, Jean-Yves Grall ;
- Infographie : Fantôme Animation ;
- Production : Fantôme Animation / France 3 Nancy ;
- Logiciel : Explore de TDI sur Silicon Graphics.

Budget total de 16 MF, produits dérivés (éditions vidéo, livres chez Lattès, jouets chez Andines) CA de 4 MF[réf. nécessaire].

## Séries

### Pilote (1988)[réf.nécessaire]
Le corbeau et le renard est le premier épisode à partir en production.
- Réalisation : Rénato ;
- Conception : Fantôme ;
- Images de synthèse : Anne Brotot, Jean-Michel Chalumeau.

### Saison 1 (1990)
Diffusées en clair à 18h45 pendant les fêtes de fin d'année 1990 :
- Réalisation : Renato, Georges Lacroix, Jean-Yves Grall ;
- Design : Philippe Ravon, Christian Hoffmann, Marilyn Talarn ;
- Images de synthèse 3D : Fantôme, infographie 2D FR3 Nancy ;
- Producteur délégué : Fantôme animation ;
- Coproducteurs : Fantôme, Canal+, Ina.

Avec la participation du CIDIS, FR3 Nancy, Imagique, RTBF, Club d'investissement Media, du programme Media 92 de la Commission des communautés européennes, de la participation du Centre National de la Cinématographie.
Liste des épisodes : 
- Le corbeau et le renard. Animation : Anne Brotot et Xavier Duval ;
- Le renard et la cigogne. Animation : Anne Brotot Xavier Duval ;
- La laitière et le pot au lait. Animation :  Anne Brotot et Xavier Duval. Sélection Nicograph 1990, SIGGRAPH ;
- La grenouille et le bœuf. Animation : Anne Brotot et Xavier Duval. Sélection Programme TV en compétition, Festival d'Annecy. Grand Prix de la Fiction en Images de Synthèse, Paris Cité 1990 ;
- Le renard et les dindons. Animation : Philippe Marty, Anne Brotot et Xavier Duval ;
- La cigale et la fourmi. Animation : Anne Brotot Xavier Duval et Fabien Robert ;
- Le lièvre et la tortue. Animation : Anne Brotot et Xavier Duval ;
- Le rat des villes et le rat des champs. Animation : Anne Brotot et Fabien Robert ;
- Le lion et le moucheron. Animation : Philippe Marty, Anne Brotot et Xavier Duval ;
- La tortue et les deux canards. Animation : Anne Brotot et Xavier Duval. Sélectionné pour le programme spécial "Images de synthèse" Festival d'Annecy.

### Saison 2 (1991)
- Réalisation : Renato et Georges Lacroix ;
- Design : Philippe Ravon, Christian Hoffmann, Marilyn Talarn.

Liste des épisodes : 
- Le héron. Animation : Gilbert Louet et Franck Parisis ;
- Les deux chèvres. Animation : Gilbert Louet, Franck Parisis et Claudia Pippi ;
- Les deux coqs,. Animation : Gilbert Louet, Franck Parisis et Claudia Pippi ;
- Le loup et l'agneau. Animation : Gilbert Louet, Franck Parisis, Michel Maho et Jean-François Schneider ;
- Le renard et les raisins. Animation : Anne Brotot et Claudia Pippi ;
- Le vieux chat et la jeune souris. Animation : Philippe Marty et Jean-François Schneider ;
- Le loup, la chèvre et le chevreau. Animation : Gilbert Louet, Franck Parisis et Jean-François Schneider ;
- Le chat et les deux moineaux. Animation : Michel Maho, Maurice Kufferath, Helene Gosset, Eric Rendal et Philippe Marty ;
- Le crabe et sa fille. Animation : Philippe Marty, Franck Parisis et Jean-François Schneider ;
- Le Paon. Animation : Gilbert Louet, Anne Brotot, Philippe Marty, Franck Parisis, Marc Thonon et Jean-François Schneider.

### Saison 3 (1991)
- Réalisation : Renato et Georges Lacroix ;
- Design : Philippe Ravon, Christian Hoffmann, Marilyn Talarn.

Liste des épisodes : 
- Le chêne et le roseau. Animation : Gilbert Louet, Jean-François Schneider, Benoit Dehaene ;
- Le coq et la perle. Animation : Gilbert Louet, Anne Brotot, Franck Parisis, Marc Thonon, Jean-François Schneider ;
- Le jardinier et son seigneur. Animation : Gilbert Louet, Marc Thonon, Jean-François Schneider, Laurent Pot, Laurent Bodart ;
- Les grenouilles qui demandent un roi. Animation : Gilbert Louet, Frédéric Durand, Franck Clément Larosière ;
- Le rat et l'éléphant. Animation : Jean-François Schneider, Marc Thonon, Laurent Pot, Laurent Bodart ;
- Le coq et le renard. Animation : Gilbert Louet, Franck Parisis, Florent Wendling, Franck Clément Larosière, Laurent Pot ;
- Le serpent et la lime. Animation : Gilbert Louet, Franck Parisis, Frederic Durand, Franck Clément Larosiere, Benoit Dehaene ;
- La colombe et la fourmi. Animation : Gilbert Louet, Franck Parisis, Jean-François Schneider, Frederic Durand, Laurent Bodart ;
- Le soleil et les grenouilles. Animation : Anne Brotot, Jean François Schneider, Laurent Pot, Florence Wendlig, Barthelemy Boirot ;
- La discorde. Animation : Anne Brotot, Marc Thonon, Franck Clément Larosière, Florent Wendling.

Les saisons 4 et 5 sont diffusées en clair à 13h30 et 20h30 à partir du 20 décembre 1992.

### Saison 4 (1992)
- Réalisation : Renato et Georges Lacroix ;
- Design : Christian Hoffmann, Yves Vidal, Philippe Ravon, Marilyn Talarn.

Liste des épisodes :
- Le berger et les poissons. Animation : Gilbert Louet, Jean-François Schneider, Frederic Durand, Emmanuel Jarry, Marc Thonon, Philippe Lalouette ;
- Le corbeau voulant imiter l'aigle. Animation : Gilbert Louet, Frederic Durand, Emmanuel Jarry, Marc Thonon, Philippe Lalouette, Magali Rigaudias, Marc Peyrucq ;
- Le rat et le lion. Animation : Jean-François Schneider, Marc Thonon, Emmanuel Jarry, Franck Clément Larosière, Benoit Dehaene, Magali Rigaudias, Philippe Lalouette, Laurent Pot ;
- L'homme et la puce. Animation : Jean-François Schneider, Marc Thonon, Franck Clément Larosière, Benoit Dehaene, Laurent Pot, Agnès Poullain ;
- Le meunier, son fils et l'âne. Animation : Gilbert Louet, Frederic Durand, Barthélémy Boirot, Emmanuel Jarry, Magali Rigaudias, Philippe Lalouette, Laurent Pot ;
- Le rat et l'huitre. Animation : Matthieu Schönholzer, Jean-François Schneider, Barthelemy Boirot, Franck Clément Larosière, Jean-Baptiste Lère, Magali Rigaudias ;
- Le cheval et le loup. Animation : Gilbert Louet, Frederic Durand, Emmanuel Jarry, Franck Clément Larosière, Magali Rigaudias, Philippe Lalouette, Laurent Pot ;
- Le conseil tenu par les rats. Animation : Matthieu Schönholzer, Jean-François Schneider, Marc Thonon, Emmanuel Jarry, Barthelemy Boirot, Franck Clément Larosière ;
- Le loup et le chien maigre. Animation : Gilbert Louet, Matthieu Schönholzer, Barthelemy Boirot, Frederic Durand, Marc Thonon, Emmanuel Jarry, Franck Clément Larosière ;
- Le lion s'en allant en guerre. Animation : Marc Thonon, Emmanuel Jarry, Franck Clément Larosière, Benoit Dehaene, Barthelemy Boirot, Philippe Lalouette.

### Saison 5 (1992)
- Réalisation : Renato et Georges Lacroix ;
- Design : Christian Hoffmann, Yves Vidal, Philippe Ravon, Marilyn Talarn.

Liste des épisodes :
- L'araignée et l'hirondelle. Animation : Gilbert Louet, Matthieu Schönholzer, Frédéric Durand, Barthélémy Boirot, Emmanuel Jarry, Philippe Lalouette ;
- Le loup et la cigogne. Animation : Gilbert Louet, Matthieu Schönholzer, Jean François Schneider, Marc Thonon, Frédéric Durand, Barthélémy Boirot ;
- La mort et le bûcheron. Animation : Gilbert Louet, Matthieu Schönholzer, Jean François Schneider, Frédéric Durand, Barthélémy Boirot, Marc Thonon ;
- Le savetier et le financier. Animation : Gilbert Louet, Jean François Schneider, Franck Parisis, Barthélémy Boirot, Frédéric Durand, Marc Thonon, Franck Clément Larosière ;
- Le loup et le chien. Animation : Gilbert Louet, Jean François Schneider, Barthélémy Boirot, Frédéric Durand, Franck Clement Larosiere, Emmanuel Jarry, Marc Thonon, Philippe Lalouette ;
- Les deux pigeons. Animation : Matthieu Schönholzer, Jean François Schneider, Barthélémy Boirot, Frédéric Durand, Marc Thonon, Emmanuel Jarry, Franck Clément Larosière, Philippe Lalouette ;
- Le rat qui s'est retiré du monde. Animation : Franck Parisis, Jean François Schneider, Marc Thonon, Barthélémy Boirot, Franck Clément Larosière, Philippe Lalouette, Magali Rigaudias ;
- Le laboureur et ses enfants. Animation : Gilbert Louet, Jean François Schneider, Barthélémy Boirot, Frédéric Durand, Marc Thonon, Emmanuel Jarry, Franck Clement Larosiere, Benoit Dehaene ;
- Le pot de terre et le pot de fer. Animation : Gilbert Louet, Jean François Schneider, Franck Parisis, Frédéric Durand, Franck Clement Larosiere, Philippe Lalouette, Magali Rigaudias ;
- Le pouvoir des fables. Animation : Matthieu Schönholzer, Jean François Schneider, Barthélémy Boirot, Frédéric Durand, Emmanuel Jarry, Franck Clément Larosière, Benoit Dehaene, Magali Rigaudias.

## Récompenses[réf.nécessaire]
Les Fables géométriques sont sélectionnées au Siggraph et Nicograph 1990 et au Grand Prix Fiction à Paris Cité 1990 et primées à Imagina 1991, au Festival international du film d'animation d'Annecy ainsi qu'au festival d'animation d'Hiroshima.
D'abord sont sorties les 30 premières fables en trois livres de 10 ; puis elles sont apparues en VHS — toujours avec 10 fables chacune — et plus tard encore deux autres VHS contenant toujours 10 fables chacune, jamais parues en livre.
Ces 5 VHS contiennent les fables réécrites et racontées par Pierre Perret. Ces fables sont illustrées par des animations délirantes et drôles, conçues par la société Fantôme. Les fables racontées par Pierre Perret contiennent généralement de l'argot ; chacune se termine par une morale.

## Les VHS
Chaque VHS a son propre thème. Dans chaque vidéo apparaît une chanson - toujours chantée et écrite par Pierre Perret - qui traite de ce thème. Ces chansons sont illustrées par un clip toujours en animation de synthèse, où apparaissent les personnages des fables racontées dans la VHS.

## Liste des VHS

### VHS 1: La géométrie (1990)
- Le corbeau et le renard ;
- Le renard et la cigogne ;
- La laitière et le pot-au-lait ;
- La grenouille et le bœuf ;
- Le renard et les dindons ;
- La cigale et la fourmi ;
- Le lièvre et la tortue ;
- Le rat de ville et le rat des champs ;
- Le lion et le moucheron ;
- La tortue et les deux canards.

### VHS 2: Les couleurs (1991)
- Le loup et l'agneau ;
- Le loup, la chèvre et le chevreau ;
- Le chat et les deux moineaux ;
- Le renard et les raisins ;
- Le vieux chat et la jeune souris ;
- Le héron ;
- Le crabe et sa fille ;
- Les deux chèvres ;
- Les deux coqs ;
- Le paon.

### VHS 3: Les chiffres (1991)
- Le serpent et la lime ;
- Le soleil et les grenouilles ;
- Le rat et l'éléphant ;
- Le coq et le renard ;
- La colombe et la fourmi ;
- Le coq et la perle ;
- Le chêne et le roseau ;
- La discorde ;
- Les grenouilles qui demandent un roi ;
- Le Jardinier et son seigneur.

### VHS 4: Les contraires (1992)
- Le berger et les poissons ;
- Le corbeau voulant imiter l'aigle ;
- Le lion et le rat ;
- L'homme et la puce ;
- Le meunier, son fils et l'âne ;
- Le rat et l'huître ;
- Le cheval et le loup ;
- Le conseil tenu par les rats ;
- Le loup et le chien maigre ;
- Le lion s'en allant à la guerre ;

### VHS 5: La musique (1992)
- L'araignée et l'hirondelle ;
- Le loup et la cigogne ;
- La mort et le bûcheron ;
- Le savetier et le financier ;
- Le loup et le chien ;
- Les deux pigeons ;
- Le pot de terre et le pot de fer ;
- Le laboureur et ses enfants ;
- Le rat qui s'est retiré du monde ;
- Le pouvoir des fables.